# PSA Squash Tour 2024/25
Die PSA Squash Tour 2024/25 umfasste alle Squashturniere der Herren-Saison 2024/25 der PSA Squash Tour. Sie begann am 1. August 2024 und endete am 31. Juli 2025. Die nach dem Monat sortierte Übersicht zeigt den Ort des Turniers an, dessen Namen, das ausgeschüttete Gesamtpreisgeld, sowie den Sieger des Turniers. In der abschließenden Tabelle werden sämtliche Turniersieger nach der Menge ihrer Titel aufgelistet. Dabei ist es nicht relevant, welche Wertigkeit die vom Spieler gewonnenen Turniere besaßen, auch wenn eine entsprechende Erfassung erfolgt.
Bei den Turnierkategorien der PSA Challenger Tour wurden für diese Saison die Kategorien PSA Challenger Tour 20 und PSA Challenger Tour 30 gestrichen. Neu waren die Kategorien PSA Squash Tour Diamond und PSA Squash Tour Copper.
Die Saison 2024/25 bestand aus 176 Turnieren. Das Gesamtpreisgeld betrug 6.045.380 US-Dollar.

## Tourinformationen

### Anzahl nach Turnierserie
| Turnierserie | WM | Finals | Diamond | Platinum | Gold | Silver | Bronze | Copper | Ch 15 | Ch 12 | Ch 9 | Ch 6 | Ch 3 |
| ------------ | -- | ------ | ------- | -------- | ---- | ------ | ------ | ------ | ----- | ----- | ---- | ---- | ---- |
| Anzahl       | 1  | 1      | 2       | 6        | 7    | 5      | 8      | 11     | 26    | 9     | 11   | 45   | 44   |
| Gesamt       | 1  | 9      | 9       | 9        | 31   | 31     | 31     | 31     | 135   | 135   | 135  | 135  | 135  |

## Turnierplan

### August
| Datum         | Ort                | Turnier                                  | Preisgeld | Sieger          |
| ------------- | ------------------ | ---------------------------------------- | --------- | --------------- |
| 13.08.–17.08. | São Caetano do Sul | RGSA Open 2024                           | $ 6.000   | Andrés Herrera  |
| 15.08.–18.08. | Ratmalana          | Reliance PSA Challenge 3 Tournament 2024 | $ 3.000   | Ravindu Laksiri |
| 21.08.–25.08. | North Sea          | Out East White Bear Challenge 2024       | $ 6.000   | Nathan Lake     |
| 26.08.–06.09. | Kairo              | CIB Egyptian Open 2024                   | $ 325.500 | Mostafa Asal    |
| 27.08.–31.08. | Kolkata            | HCL Squash Tour - Kolkata 2024           | $ 3.000   | Ravindu Laksiri |
| 28.08.–01.09. | Seremban           | The Tuanku Muhriz Trophy 2024            | $ 15.000  | Abhay Singh     |
| 28.08.–01.09. | Colleyville        | Life Time Colleyville Open 2024          | $ 3.000   | Ahsan Ayaz      |

### September
| Datum         | Ort             | Turnier                                              | Preisgeld | Sieger               |
| ------------- | --------------- | ---------------------------------------------------- | --------- | -------------------- |
| 04.09.–08.09. | Kuala Lumpur    | ACE Challenger Tour 12k 2024                         | $ 12.000  | Velavan Senthilkumar |
| 11.09.–14.09. | Mons            | PSA Aramis Club 2024                                 | $ 3.000   | Dewald van Niekerk   |
| 13.09.–15.09. | Florham Park    | 247 International 2024                               | $ 3.000   | Mohamed Sharaf       |
| 15.09.–21.09. | Paris           | Paris Squash 2024                                    | $ 213.000 | Mostafa Asal         |
| 17.09.–21.09. | Hongkong        | KCC 120th Anniversary Challenge Cup 2024             | $ 6.000   | Yassin Shohdy        |
| 17.09.–21.09. | Windsor         | Nash Cup 2024                                        | $ 28.750  | Mohamad Zakaria      |
| 18.09.–21.09. | London          | Jack Fairs Open 2024                                 | $ 3.000   | Brett Schille        |
| 18.09.–22.09. | Framingham      | Life Time Metro West 2024                            | $ 6.000   | Veer Chotrani        |
| 22.09.–26.09. | Budapest        | PSA Budapest Open 2024                               | $ 30.000  | Jonah Bryant         |
| 24.09.–28.09. | São Paulo       | II SPAC Open 2024                                    | $ 6.000   | Ronald Palomino      |
| 24.09.–28.09. | Charlottesville | Charlottesville Open 2024                            | $ 28.750  | Asim Khan            |
| 25.09.–29.09. | Stourbridge     | Stourbridge Open 2024                                | $ 3.000   | Samuel Osborne-Wylde |
| 25.09.–29.09. | Johannesburg    | Joburg Open 2024                                     | $ 3.000   | Damian Groenewald    |
| 25.09.–29.09. | Böblingen       | Schräglage Squash Open 2024                          | $ 6.000   | Ziad Ibrahim         |
| 25.09.–29.09. | Quimper         | 1er Open International Skoda-XO Conseil Quimper 2024 | $ 3.000   | Baptiste Bouin       |
| 30.09.–05.10. | Doha            | QTerminals Qatar Classic 2024                        | $ 215.000 | Diego Elías          |

### Oktober
| Datum         | Ort           | Turnier                                             | Preisgeld | Sieger               |
| ------------- | ------------- | --------------------------------------------------- | --------- | -------------------- |
| 01.10.–05.10. | Dhaka         | Ispahani 4th Bangladesh Open Squash Tournament 2024 | $ 3.000   | Ravindu Laksiri      |
| 02.10.–06.10. | Graz          | Heroes Austrian Open 2024                           | $ 15.000  | Declan James         |
| 03.10.–06.10. | The Plains    | Wakefield PSA 2024                                  | $ 6.000   | Zahed Salem          |
| 06.10.–10.10. | New York City | Open Squash Classic 2024                            | $ 56.380  | Marwan Elshorbagy    |
| 07.10.–12.10. | Lagos         | 2nd John Hett Sports Foundation Squash 2024         | $ 3.000   | Gabriel Olufunmilayo |
| 08.10.–12.10. | Denver        | Mile High 360 Squash Classic 2024                   | $ 15.000  | Muhammad Ashab Irfan |
| 11.10.–13.10. | Vaduz         | FairPlay Liechtenstein Open 2024                    | $ 3.000   | Louai Hafez          |
| 11.10.–16.10. | Redwood City  | Silicon Valley Open 2024                            | $ 122.000 | Joel Makin           |
| 15.10.–19.10. | Lagord        | 4th Open de Lagord 2024                             | $ 15.000  | Yassin Elshafei      |
| 16.10.–20.10. | Vancouver     | Richardson Wealth Men’s Open 2024                   | $ 28.750  | Greg Lobban          |
| 17.10.–20.10. | Gatineau      | La Classique de Gatineau 2024                       | $ 3.000   | Elliott Hunt         |
| 19.10.–26.10. | Philadelphia  | Comcast Business U.S. Open Championships 2024       | $ 213.500 | Ali Farag            |
| 23.10.–26.10. | Uster         | Swiss Open 2024                                     | $ 6.000   | David Bernet         |
| 27.10.–31.10. | Toronto       | Cambridge Group of Clubs Classic 2024               | $ 38.750  | Leonel Cárdenas      |
| 29.10.–03.11. | Shanghai      | China Open 2024                                     | $ 89.000  | Mohamed Elshorbagy   |
| 30.10.–03.11. | Coffs Harbour | Costa North Coast Open 2024                         | $ 6.000   | Lam Shing-Fung       |
| 30.10.–03.11. | Bordeaux      | PSA Gradignan 2024                                  | $ 12.000  | Toufik Mekhalfi      |
| 30.10.–03.11. | Medellín      | PSA Club Campestre Medellin 2024                    | $ 12.000  | Matías Knudsen       |
| 31.10.–04.11. | Brünn         | Monit Czech Open 2024                               | $ 30.000  | Sébastien Bonmalais  |

### November
| Datum         | Ort                 | Turnier                                                        | Preisgeld | Sieger                 |
| ------------- | ------------------- | -------------------------------------------------------------- | --------- | ---------------------- |
| 01.11.–03.11. | London              | Telsa Media David Lloyd Purley Open 2024                       | $ 3.000   | Samuel Osborne-Wylde   |
| 06.11.–10.11. | Bern                | Bern Squash Open 2024                                          | $ 6.000   | David Bernet           |
| 06.11.–10.11. | London              | London Open 2024                                               | $ 33.000  | Declan James           |
| 06.11.–10.11. | Mexiko-Stadt        | CDMX Open Tekae Faltami 2024                                   | $ 15.000  | Jorge Luis Gómez       |
| 06.11.–10.11. | Sydney              | Alto Pennant Hills NSW Open 2024                               | $ 6.000   | Duncan Lee             |
| 06.11.–10.11. | Kelowna             | Kemtek Kelowna Open 2024                                       | $ 9.000   | Mohamed Sharaf         |
| 06.11.–10.11. | Niagara-on-the-Lake | White Oaks Classic 2024                                        | $ 15.000  | Veer Chotrani          |
| 12.11.–16.11. | San José            | Costa Rica Open 2024                                           | $ 15.000  | Ronald Palomino        |
| 12.11.–16.11. | Niort               | Open International Niort Venise Verte 2024                     | $ 15.000  | Yannick Wilhelmi       |
| 12.11.–16.11. | Windhoek            | PSA BDO Namibian Open 2024                                     | $ 9.000   | Mohamed Nasser         |
| 12.11.–17.11. | Kuala Lumpur        | ACE Malaysia Squash Cup 2024                                   | $ 64.000  | Eain Yow Ng            |
| 13.11.–17.11. | Renens              | Lausanne Open 2024                                             | $ 6.000   | Sam Buckley            |
| 13.11.–17.11. | Sydney              | Bondi Open 2024                                                | $ 3.000   | Muhammad Azhar         |
| 15.11.–17.11. | Oban                | Oban Open 2024                                                 | $ 3.000   | Edmon López            |
| 14.11.–17.11. | Vancouver           | BC Open 2024                                                   | $ 3.000   | Liam Marrison          |
| 18.11.–22.11. | Islamabad           | CAS Serena Hotels International Squash Championship 2024       | $ 15.000  | Noor Zaman             |
| 19.11.–23.11. | Brest               | Simply the Brest Open 2024                                     | $ 12.000  | Brice Nicolas          |
| 19.11.–23.11. | Quito               | Club Rancho San Francisco 2024                                 | $ 6.000   | Álvaro Buenaño         |
| 19.11.–23.11. | Columbia            | Squash Inspire - Play Squash Academy Men's $6K Challenger 2024 | $ 6.000   | Onaopemipo Adegoke     |
| 19.11.–24.11. | Singapur            | Vitagen Singapore Squash Open 2024                             | $ 120.000 | Ali Farag              |
| 20.11.–24.11. | St. Louis           | St Louis Open 2024                                             | $ 15.000  | Jeremías Azaña         |
| 20.11.–24.11. | Doha                | QSF 5 Open 2024                                                | $ 60.500  | Tarek Momen            |
| 20.11.–24.11. | Rhode Island        | PVD Squash Rhode Island Open 2024                              | $ 6.000   | Mohamed Sharaf         |
| 20.11.–24.11. | Mumbai              | JSW 10th Sunil Verma Memorial Tournament 2024                  | $ 6.000   | Suraj Kumar Chand      |
| 26.11.–30.11. | Quito               | Arrayanes Country Club Open 2024                               | $ 6.000   | Álvaro Buenaño         |
| 26.11.–30.11. | Kapstadt            | Cape Town Squash Open 2024                                     | $ 25.000  | Abdulla Mohd Al Tamimi |
| 27.11.–01.12. | Tourcoing           | PSA Des Hauts De France - Wam 2024                             | $ 12.000  | Yannick Wilhelmi       |
| 27.11.–01.12. | Manchester          | Worker Bee Manchester Northern Open 2024                       | $ 12.000  | Nick Wall              |

### Dezember
| Datum         | Ort        | Turnier                                 | Preisgeld | Sieger                |
| ------------- | ---------- | --------------------------------------- | --------- | --------------------- |
| 02.12.–05.12. | Doha       | QSF 6 2024 PSA Challenger               | $ 3.000   | Abdullah Al Muzayen   |
| 02.12.–08.12. | Hongkong   | Milwaukee Hong Kong Squash Open 2024    | $ 207.500 | Mostafa Asal          |
| 04.12.–08.12. | Madeira    | Madeira International Tournament 2024   | $ 15.000  | Charlie Lee           |
| 06.12.–08.12. | Boston     | Boston Open 2024                        | $ 3.000   | Bailey Malik          |
| 11.12.–15.12. | Harrogate  | Harrogate Squash Open 2024              | $ 3.000   | James Willstrop       |
| 11.12.–15.12. | La Massana | II PSA Anyos Park 2024                  | $ 3.000   | Miguel Pujol          |
| 18.12.–22.12. | Atlanta    | The Georgia Open 2024                   | $ 9.000   | Omar Said             |
| 18.12.–22.12. | Mumbai     | 79 CCI Western India 2024               | $ 9.000   | Ameeshenraj Chandaran |
| 23.12.–27.12. | Abu Dhabi  | Abu Dhabi Rackets Club Squash Open 2024 | $ 15.000  | Moustafa El Sirty     |

### Januar
| Datum         | Ort           | Turnier                                   | Preisgeld | Sieger             |
| ------------- | ------------- | ----------------------------------------- | --------- | ------------------ |
| 14.01.–19.01. | Cleveland     | Squash in the Land 2025                   | $ 88.750  | Marwan Elshorbagy  |
| 22.01.–26.01. | Medicine Hat  | Gas City Pro-Am 2025                      | $ 6.000   | Sam Todd           |
| 23.01.–30.01. | New York City | J. P. Morgan Tournament of Champions 2025 | $ 219.000 | Ali Farag          |
| 30.01.–02.02. | Mossel Bay    | Mossel Bay Diaz Open 2025                 | $ 3.000   | Dewald van Niekerk |

### Februar
| Datum         | Ort              | Turnier                                             | Preisgeld | Sieger               |
| ------------- | ---------------- | --------------------------------------------------- | --------- | -------------------- |
| 04.02.–08.02. | Bloomfield Hills | DR21 Motor City Open 2025                           | $ 82.000  | Paul Coll            |
| 05.02.–09.02. | Vernon Hills     | The Lifetime Chicago Open 2025                      | $ 15.000  | Sam Todd             |
| 07.02.–09.02. | Bergen           | PSA West Coast Cup 2025                             | $ 3.000   | Will Salter          |
| 09.02.–12.02. | Kairo            | DJED - SSA Challenger 2025                          | $ 3.000   | Yassin Shohdy        |
| 12.02.–16.02. | Montreal         | Pembroke Montreal Open 2025                         | $ 15.000  | Raphael Kandra       |
| 12.02.–16.02. | Pittsburgh       | Pittsburgh Open 2025                                | $ 86.000  | Joel Makin           |
| 17.02.–20.02. | Brünn            | Brno Open 2025                                      | $ 3.000   | Jakub Solnický       |
| 18.02.–22.02. | Toronto          | McMillan Goodfellow Classic 2025                    | $ 15.000  | Kareem El Torkey     |
| 18.02.–23.02. | Houston          | Cotidie Texas Open 2025                             | $ 111.000 | Ali Farag            |
| 19.02.–23.02. | Sydney           | Octane Sydney Classic 2025                          | $ 6.000   | Saurav Ghosal        |
| 24.02.–28.02. | Doha             | QSF 2 Open 2025                                     | $ 60.500  | Karim Abdel Gawad    |
| 24.02.–28.02. | Calgary          | AirSprint Private Aviation Canadian Men’s Open 2025 | $ 68.500  | Mohamed Elshorbagy   |
| 25.02.–01.03. | Posen            | Bricomarche Pestka PSA Poznan Open 2025             | $ 6.000   | Jakub Solnický       |
| 25.02.–01.03. | Hollola          | Hollolan Kuntokeidas 2025                           | $ 12.000  | Samuel Osborne-Wylde |

### März
| Datum         | Ort          | Turnier                                           | Preisgeld | Sieger            |
| ------------- | ------------ | ------------------------------------------------- | --------- | ----------------- |
| 04.03.–08.03. | Odense       | Odense Open 2025                                  | $ 9.000   | Toufik Mekhalfi   |
| 04.03.–09.03. | Christchurch | New Zealand Open 2025                             | $ 93.000  | Paul Coll         |
| 12.03.–16.03. | Winnipeg     | East Side Self Storage Manitoba Open 2025         | $ 15.000  | Curtis Malik      |
| 12.03.–16.03. | Brisbane     | Easy Times Brewing Co Squash Australian Open 2025 | $ 120.000 | Karim Abdel Gawad |
| 17.03.–21.03. | Chennai      | SRFI Indian Tour 2025                             | $ 15.000  | Veer Chotrani     |
| 17.03.–21.03. | Hongkong     | Hong Kong Squash PSA Challenge Cup 2025           | $ 3.000   | Ho Ka-Hei         |
| 19.03.–23.03. | Springfield  | The St. James Open 2025                           | $ 6.000   | Mohamed Sharaf    |
| 19.03.–23.03. | Hamburg      | German Open 2025                                  | $ 60.500  | Victor Crouin     |
| 24.03.–28.03. | Chennai      | JSW Indian Open 2025                              | $ 38.500  | Kareem El Torkey  |
| 25.03.–29.03. | Liverpool    | Liverpool Cricket Club Open 2025                  | $ 15.000  | Noor Zaman        |
| 25.03.–30.03. | London       | Optasia Championships 2025                        | $ 118.000 | Mostafa Asal      |
| 26.03.–30.03. | Lethbridge   | The Lethbridge ProAm 2025                         | $ 6.000   | Sam Todd          |

### April
| Datum         | Ort                    | Turnier                                               | Preisgeld | Sieger               |
| ------------- | ---------------------- | ----------------------------------------------------- | --------- | -------------------- |
| 02.04.–06.04. | Edinburgh              | The Edinburgh Open 2025                               | $ 15.000  | Rory Stewart         |
| 02.04.–06.04. | Rochester              | Hazlow Electronics — Rochester ProAm 2025             | $ 9.000   | Omar Said            |
| 02.04.–06.04. | Rotterdam              | Rotterdam Open 2025                                   | $ 6.000   | Iván Pérez           |
| 02.04.–06.04. | Manchester             | Manchester Open 2025                                  | $ 66.500  | Leonel Cárdenas      |
| 03.04.–06.04. | Edmonton               | Timber Benefits ESC Open 2025                         | $ 3.000   | Ho Ka-Hei            |
| 03.04.–06.04. | Plano                  | PSA Life Time Dallas Open 2025                        | $ 6.000   | Salman Khalil        |
| 07.04.–10.04. | Mossel Bay             | 2024/25 World Championship Qualifying Event - Africa  | $ 5.050   | Dewald van Niekerk   |
| 08.04.–11.04. | St. Louis              | 2024/25 World Championship Qualifying Event - America | $ 5.050   | Matías Knudsen       |
| 07.04.–10.04. | Melbourne              | 2024/25 World Championship Qualifying Event - Oceania | $ 5.050   | Rhys Dowling         |
| 09.04.–13.04. | Yokohama               | Dynam Cup Yokohama Open 2025                          | $ 15.000  | Ryūnosuke Tsukue     |
| 09.04.–13.04. | Vila-seca              | PSA Club Euro Sport 2025                              | $ 6.000   | Edmon López          |
| 12.04.–15.04. | Santiago de Compostela | 2024/25 World Championship Qualifying Event - Europe  | $ 5.050   | Melvil Scianimanico  |
| 12.04.–18.04. | el-Guna                | El Gouna International Squash Open 2025               | $ 217.500 | Mostafa Asal         |
| 13.04.–17.04. | St. Louis              | RC Pro Series 2025                                    | $ 15.000  | Muhammad Ashab Irfan |
| 17.04.–20.04. | Kuala Lumpur           | 2024/25 World Championship Qualifying Event - Asia    | $ 5.050   | Veer Chotrani        |
| 18.04.–20.04. | Washington, D.C.       | Squash on Fire Open 2025 Wildcard Challenge           | $ 3.000   | Mohamed Sharaf       |
| 22.04.–27.04. | Zürich                 | Grasshopper Cup 2025                                  | $ 123.000 | Ali Farag            |
| 23.04.–27.04. | Washington, D.C.       | Squash on Fire Open 2025                              | $ 58.750  | Marwan Elshorbagy    |
| 29.04.–03.05. | Santa Fe               | Palace Kiva Open 2025                                 | $ 6.000   | Omar Said            |
| 29.04.–03.05. | Devonshire Parish      | IQUW Bermuda Open 2025                                | $ 28.750  | Mohamad Zakaria      |
| 30.04.–04.05. | New York City          | Hyder Trophy 2025                                     | $ 12.000  | Abhay Singh          |

### Mai
| Datum         | Ort             | Turnier                                      | Preisgeld | Sieger                |
| ------------- | --------------- | -------------------------------------------- | --------- | --------------------- |
| 06.05.–10.05. | São Paulo       | ECP Open 2025                                | $ 9.000   | Francesco Marcantonio |
| 06.05.–10.05. | Salzburg        | Mozart Open 2025                             | $ 6.000   | Macéo Lévy            |
| 07.05.–11.05. | Toronto         | Guilfoyle PSA Squash Classic 2025            | $ 9.000   | Salman Khalil         |
| 08.05.–11.05. | Darwin          | NT Open 2025                                 | $ 3.000   | Shady Sherbiny        |
| 09.05.–17.05. | Chicago         | Squash-Weltmeisterschaft 2024/25             | $ 656.500 | Mostafa Asal          |
| 14.05.–18.05. | Den Haag        | The Hague Open 2025                          | $ 6.000   | Yassin Shohdy         |
| 20.05.–24.05. | Adelaide        | Swarmer South Australian Open 2025           | $ 9.000   | Muhammad Ashab Irfan  |
| 20.05.–24.05. | Dublin          | Cannon Kirk Gillen Markets Irish Open 2025   | $ 36.000  | Greg Lobban           |
| 21.05.–25.05. | Hinckley        | The Smyths Toys Hinckley Challenger 2025     | $ 3.000   | Denis Gilevskiy       |
| 22.05.–27.05. | Kairo           | Palm Hills Squash Open 2025                  | $ 123.000 | Mostafa Asal          |
| 23.05.–25.05. | Auckland        | Auckland Open PSA Challenger 2025            | $ 3.000   | Harith Danial         |
| 26.05.–29.05. | Doha            | QSF 4 PSA Challenger 2025                    | $ 3.000   | Sepehr Etemadpoor     |
| 28.05.–01.06. | Guatemala-Stadt | Guatemala Open 2025                          | $ 15.000  | Salman Khalil         |
| 29.05.–01.06. | Berkhamstead    | Berkhamstead Linksap Open 2025               | $ 3.000   | Jared Carter          |
| 30.05.–01.06. | Coventry        | The University of Warwick Open 2025          | $ 3.000   | Will Salter           |
| 30.05.–01.06. | Kalgoorlie      | Northern Star Resources Ltd Golden Open 2025 | $ 6.000   | Hamza Khan            |
| 31.05.–08.06. | Birmingham      | GillenMarkets British Open 2025              | $ 348.500 | Diego Elías           |

### Juni
| Datum         | Ort                  | Turnier                                    | Preisgeld | Sieger              |
| ------------- | -------------------- | ------------------------------------------ | --------- | ------------------- |
| 04.06.–08.06. | Atlanta              | The 26th Atlanta Open 2025                 | $ 9.000   | Zahed Salem         |
| 04.06.–08.06. | Belmont              | WA Open International 2025                 | $ 6.000   | Darren Pragasam     |
| 11.06.–15.06. | Santo Domingo        | Republica Dominicana Squash 2025           | $ 15.000  | Matías Knudsen      |
| 11.06.–15.06. | Houston              | Aftab Jawaid Memorial Mens Open 2025       | $ 15.000  | Kareem El Torkey    |
| 11.06.–15.06. | Seremban             | PSNS President’s Trophy 2025               | $ 6.000   | Karim Aguib         |
| 17.06.–21.06. | Challans             | Vendee Open Squash International 2025      | $ 12.000  | Melvil Scianimanico |
| 18.06.–21.06. | Kapstadt             | Western Province Open PSA 2025             | $ 3.000   | Damian Groenewald   |
| 18.06.–22.06. | Mississauga          | Life Time Mississauga Challenger 2025      | $ 3.000   | Wasey Maqsood       |
| 18.06.–22.06. | Christchurch         | Trident Homes South Island Open 2025       | $ 6.000   | Rowan Damming       |
| 18.06.–22.06. | Santa Cristina d’Aro | Squash Project Costa Brava 2025            | $ 3.000   | Abdallah Eissa      |
| 19.06.–22.06. | Ponta Grossa         | Copa do Brasil 2025                        | $ 3.000   | Juan Torres         |
| 25.06.–29.06. | Temuka               | Trust Aoraki Midlands PSA 2025             | $ 6.000   | Rowan Damming       |
| 25.06.–29.06. | Gibraltar            | Gibraltar Open 2025                        | $ 6.000   | Brice Nicolas       |
| 25.06.–29.06. | Toronto              | PSA Squash Tour Finals 2024/25             | $ 317.500 | Joel Makin          |
| 26.06.–29.06. | Bendigo              | City of Greater Bendigo International 2025 | $ 3.000   | Mattéo Carrouget    |

### Juli
| Datum         | Ort             | Turnier                                         | Preisgeld | Sieger             |
| ------------- | --------------- | ----------------------------------------------- | --------- | ------------------ |
| 03.07.–06.07. | Shepparton      | City of Greater Shepparton International 2025   | $ 3.000   | Aqeel Rehman       |
| 08.07.–12.07. | Morrinsville    | Harcourts KDRE Morrinsville Open 2025           | $ 6.000   | Addeen Idrakie     |
| 08.07.–12.07. | Asunción        | Paraguay Open 2025                              | $ 6.000   | Juan Torres        |
| 10.07.–13.07. | Geelong         | Geeong International 2025                       | $ 3.000   | Nathan Kueh        |
| 16.07.–20.07. | Melbourne       | Victorian Open 2025                             | $ 6.000   | Addeen Idrakie     |
| 22.07.–26.07. | Karatschi       | 9th Jahangir Khan PSA Series Challenger 3K 2025 | $ 3.000   | Tayyab Aslam       |
| 22.07.–26.07. | Kairo           | Orbit Cairo International Squash Base 2025      | $ 9.000   | Yassin Elshafei    |
| 23.07.–27.07. | New York City   | Maspeth Welding Steel Court Championship 2025   | $ 6.000   | Onaopemipo Adegoke |
| 23.07.–27.07. | Guatemala-Stadt | 2nd Guatemala Open 2025                         | $ 15.000  | Juan Torres        |
| 26.07.–30.07. | Dhaka           | RFL — ACI 6th Bangladesh Open 2025              | $ 3.000   | Sepehr Etemadpoor  |
| 29.07.–02.08. | Valencia        | PSA Valencia 2025                               | $ 15.000  | Iker Pajares       |
| 29.07.–02.08. | Białystok       | PSA Sekwoja Open 6K 2025                        | $ 6.000   | Mohamed Gohar      |
| 30.07.–02.08. | São Paulo       | Bio Por Cento Squash Open Challenger 2025       | $ 3.000   | Miguel Pujol       |
| 30.07.–03.08. | Hobart          | Eastside Open 2025                              | $ 6.000   | Wong Chi-Him       |

## Turniersieger
| Platz | Spieler                | Siege | WM | Finals | Diamond | Platinum | Gold | Silver | Bronze | Copper | Ch 15 | Ch 12 | Ch 9 | Ch 6 | Ch 3 |
| ----- | ---------------------- | ----- | -- | ------ | ------- | -------- | ---- | ------ | ------ | ------ | ----- | ----- | ---- | ---- | ---- |
| 1.    | Mostafa Asal           | 7     | 1  |        | 1       | 3        | 2    |        |        |        |       |       |      |      |      |
| 2.    | Ali Farag              | 5     |    |        |         | 2        | 3    |        |        |        |       |       |      |      |      |
| 2.    | Mohamed Sharaf         | 5     |    |        |         |          |      |        |        |        |       |       | 1    | 2    | 2    |
| 4.    | Veer Chotrani          | 4     |    |        |         |          |      |        |        |        | 2     |       |      | 2    |      |
| 5.    | Marwan Elshorbagy      | 3     |    |        |         |          |      | 1      | 2      |        |       |       |      |      |      |
| 5.    | Kareem El Torkey       | 3     |    |        |         |          |      |        |        | 1      | 2     |       |      |      |      |
| 5.    | Muhammad Ashab Irfan   | 3     |    |        |         |          |      |        |        |        | 2     |       | 1    |      |      |
| 5.    | Salman Khalil          | 3     |    |        |         |          |      |        |        |        | 1     | 1     | 1    |      |      |
| 5.    | Matías Knudsen         | 3     |    |        |         |          |      |        |        |        | 1     | 1     |      | 1    |      |
| 5.    | Ravindu Laksiri        | 3     |    |        |         |          |      |        |        |        |       |       |      |      | 3    |
| 5.    | Joel Makin             | 3     |    | 1      |         |          | 1    | 1      |        |        |       |       |      |      |      |
| 5.    | Dewald van Niekerk     | 3     |    |        |         |          |      |        |        |        |       |       |      | 1    | 2    |
| 5.    | Samuel Osborne-Wylde   | 3     |    |        |         |          |      |        |        |        |       | 1     |      |      | 2    |
| 5.    | Omar Said              | 3     |    |        |         |          |      |        |        |        |       |       | 2    | 1    |      |
| 5.    | Yassin Shohdy          | 3     |    |        |         |          |      |        |        |        |       |       |      | 2    | 1    |
| 5.    | Sam Todd               | 3     |    |        |         |          |      |        |        |        | 1     |       |      | 2    |      |
| 5.    | Juan Torres            | 3     |    |        |         |          |      |        |        |        | 1     |       |      | 1    | 1    |
| 18.   | Onaopemipo Adegoke     | 2     |    |        |         |          |      |        |        |        |       |       |      | 2    |      |
| 18.   | Álvaro Buenaño         | 2     |    |        |         |          |      |        |        |        |       |       |      | 2    |      |
| 18.   | David Bernet           | 2     |    |        |         |          |      |        |        |        |       |       |      | 2    |      |
| 18.   | Leonel Cárdenas        | 2     |    |        |         |          |      |        | 1      | 1      |       |       |      |      |      |
| 18.   | Paul Coll              | 2     |    |        |         |          |      | 2      |        |        |       |       |      |      |      |
| 18.   | Rowan Damming          | 2     |    |        |         |          |      |        |        |        |       |       |      | 2    |      |
| 18.   | Diego Elías            | 2     |    |        | 1       | 1        |      |        |        |        |       |       |      |      |      |
| 18.   | Yassin Elshafei        | 2     |    |        |         |          |      |        |        |        | 1     |       | 1    |      |      |
| 18.   | Mohamed Elshorbagy     | 2     |    |        |         |          |      | 1      | 1      |        |       |       |      |      |      |
| 18.   | Sepehr Etemadpoor      | 2     |    |        |         |          |      |        |        |        |       |       |      |      | 2    |
| 18.   | Karim Abdel Gawad      | 2     |    |        |         |          | 1    |        | 1      |        |       |       |      |      |      |
| 18.   | Damian Groenewald      | 2     |    |        |         |          |      |        |        |        |       |       |      |      | 2    |
| 18.   | Ho Ka-Hei              | 2     |    |        |         |          |      |        |        |        |       |       |      |      | 2    |
| 18.   | Addeen Idrakie         | 2     |    |        |         |          |      |        |        |        |       |       |      | 2    |      |
| 18.   | Declan James           | 2     |    |        |         |          |      |        |        | 1      | 1     |       |      |      |      |
| 18.   | Greg Lobban            | 2     |    |        |         |          |      |        |        | 2      |       |       |      |      |      |
| 18.   | Edmon López            | 2     |    |        |         |          |      |        |        |        |       |       |      | 1    | 1    |
| 18.   | Toufik Mekhalfi        | 2     |    |        |         |          |      |        |        |        |       | 1     | 1    |      |      |
| 18.   | Brice Nicolas          | 2     |    |        |         |          |      |        |        |        |       | 1     |      | 1    |      |
| 18.   | Ronald Palomino        | 2     |    |        |         |          |      |        |        |        | 1     |       |      | 1    |      |
| 18.   | Miguel Pujol           | 2     |    |        |         |          |      |        |        |        |       |       |      |      | 2    |
| 18.   | Zahed Salem            | 2     |    |        |         |          |      |        |        |        |       |       | 1    | 1    |      |
| 18.   | Will Salter            | 2     |    |        |         |          |      |        |        |        |       |       |      |      | 2    |
| 18.   | Melvil Scianimanico    | 2     |    |        |         |          |      |        |        |        |       | 1     |      | 1    |      |
| 18.   | Abhay Singh            | 2     |    |        |         |          |      |        |        |        | 1     | 1     |      |      |      |
| 18.   | Jakub Solnický         | 2     |    |        |         |          |      |        |        |        |       |       |      | 1    | 1    |
| 18.   | Yannick Wilhelmi       | 2     |    |        |         |          |      |        |        |        | 1     | 1     |      |      |      |
| 18.   | Mohamad Zakaria        | 2     |    |        |         |          |      |        |        | 2      |       |       |      |      |      |
| 18.   | Noor Zaman             | 2     |    |        |         |          |      |        |        |        | 2     |       |      |      |      |
| 47.   | Karim Aguib            | 1     |    |        |         |          |      |        |        |        |       |       |      | 1    |      |
| 47.   | Abdullah Al Muzayen    | 1     |    |        |         |          |      |        |        |        |       |       |      |      | 1    |
| 47.   | Abdulla Mohd Al Tamimi | 1     |    |        |         |          |      |        |        | 1      |       |       |      |      |      |
| 47.   | Tayyab Aslam           | 1     |    |        |         |          |      |        |        |        |       |       |      |      | 1    |
| 47.   | Ahsan Ayaz             | 1     |    |        |         |          |      |        |        |        |       |       |      |      | 1    |
| 47.   | Jeremías Azaña         | 1     |    |        |         |          |      |        |        |        | 1     |       |      |      |      |
| 47.   | Muhammad Azhar         | 1     |    |        |         |          |      |        |        |        |       |       |      |      | 1    |
| 47.   | Sébastien Bonmalais    | 1     |    |        |         |          |      |        |        | 1      |       |       |      |      |      |
| 47.   | Baptiste Bouin         | 1     |    |        |         |          |      |        |        |        |       |       |      |      | 1    |
| 47.   | Jonah Bryant           | 1     |    |        |         |          |      |        |        | 1      |       |       |      |      |      |
| 47.   | Sam Buckley            | 1     |    |        |         |          |      |        |        |        |       |       |      | 1    |      |
| 47.   | Jared Carter           | 1     |    |        |         |          |      |        |        |        |       |       |      |      | 1    |
| 47.   | Mattéo Carrouget       | 1     |    |        |         |          |      |        |        |        |       |       |      |      | 1    |
| 47.   | Ameeshenraj Chandaran  | 1     |    |        |         |          |      |        |        |        |       |       | 1    |      |      |
| 47.   | Victor Crouin          | 1     |    |        |         |          |      |        | 1      |        |       |       |      |      |      |
| 47.   | Harith Danial          | 1     |    |        |         |          |      |        |        |        |       |       |      |      | 1    |
| 47.   | Rhys Dowling           | 1     |    |        |         |          |      |        |        |        |       |       |      | 1    |      |
| 47.   | Abdallah Eissa         | 1     |    |        |         |          |      |        |        |        |       |       |      |      | 1    |
| 47.   | Moustafa El Sirty      | 1     |    |        |         |          |      |        |        |        | 1     |       |      |      |      |
| 47.   | Saurav Ghosal          | 1     |    |        |         |          |      |        |        |        |       |       |      | 1    |      |
| 47.   | Denis Gilevskiy        | 1     |    |        |         |          |      |        |        |        |       |       |      |      | 1    |
| 47.   | Mohamed Gohar          | 1     |    |        |         |          |      |        |        |        |       |       |      | 1    |      |
| 47.   | Jorge Luis Gómez       | 1     |    |        |         |          |      |        |        |        | 1     |       |      |      |      |
| 47.   | Louai Hafez            | 1     |    |        |         |          |      |        |        |        |       |       |      |      | 1    |
| 47.   | Andrés Herrera         | 1     |    |        |         |          |      |        |        |        |       |       |      | 1    |      |
| 47.   | Elliott Hunt           | 1     |    |        |         |          |      |        |        |        |       |       |      |      | 1    |
| 47.   | Ziad Ibrahim           | 1     |    |        |         |          |      |        |        |        |       |       |      | 1    |      |
| 47.   | Raphael Kandra         | 1     |    |        |         |          |      |        |        |        | 1     |       |      |      |      |
| 47.   | Asim Khan              | 1     |    |        |         |          |      |        |        | 1      |       |       |      |      |      |
| 47.   | Hamza Khan             | 1     |    |        |         |          |      |        |        |        |       |       |      | 1    |      |
| 47.   | Nathan Kueh            | 1     |    |        |         |          |      |        |        |        |       |       |      |      | 1    |
| 47.   | Suraj Kumar Chand      | 1     |    |        |         |          |      |        |        |        |       |       |      | 1    |      |
| 47.   | Nathan Lake            | 1     |    |        |         |          |      |        |        |        |       |       |      | 1    |      |
| 47.   | Lam Shing-Fung         | 1     |    |        |         |          |      |        |        |        |       |       |      | 1    |      |
| 47.   | Charlie Lee            | 1     |    |        |         |          |      |        |        |        | 1     |       |      |      |      |
| 47.   | Duncan Lee             | 1     |    |        |         |          |      |        |        |        |       |       |      | 1    |      |
| 47.   | Macéo Lévy             | 1     |    |        |         |          |      |        |        |        |       |       |      | 1    |      |
| 47.   | Wasey Maqsood          | 1     |    |        |         |          |      |        |        |        |       |       |      |      | 1    |
| 47.   | Liam Marrison          | 1     |    |        |         |          |      |        |        |        |       |       |      |      | 1    |
| 47.   | Tarek Momen            | 1     |    |        |         |          |      |        | 1      |        |       |       |      |      |      |
| 47.   | Bailey Malik           | 1     |    |        |         |          |      |        |        |        |       |       |      |      | 1    |
| 47.   | Curtis Malik           | 1     |    |        |         |          |      |        |        |        | 1     |       |      |      |      |
| 47.   | Francesco Marcantonio  | 1     |    |        |         |          |      |        |        |        |       |       | 1    |      |      |
| 47.   | Mohamed Nasser         | 1     |    |        |         |          |      |        |        |        |       |       | 1    |      |      |
| 47.   | Gabriel Olufunmilayo   | 1     |    |        |         |          |      |        |        |        |       |       |      |      | 1    |
| 47.   | Iker Pajares           | 1     |    |        |         |          |      |        |        |        | 1     |       |      |      |      |
| 47.   | Iván Pérez             | 1     |    |        |         |          |      |        |        |        |       |       |      | 1    |      |
| 47.   | Darren Pragasam        | 1     |    |        |         |          |      |        |        |        |       |       |      | 1    |      |
| 47.   | Aqeel Rehman           | 1     |    |        |         |          |      |        |        |        |       |       |      |      | 1    |
| 47.   | Brett Schille          | 1     |    |        |         |          |      |        |        |        |       |       |      |      | 1    |
| 47.   | Velavan Senthilkumar   | 1     |    |        |         |          |      |        |        |        |       | 1     |      |      |      |
| 47.   | Shady Sherbiny         | 1     |    |        |         |          |      |        |        |        |       |       |      |      | 1    |
| 47.   | Rory Stewart           | 1     |    |        |         |          |      |        |        |        | 1     |       |      |      |      |
| 47.   | Ryūnosuke Tsukue       | 1     |    |        |         |          |      |        |        |        | 1     |       |      |      |      |
| 47.   | Nick Wall              | 1     |    |        |         |          |      |        |        |        |       | 1     |      |      |      |
| 47.   | James Willstrop        | 1     |    |        |         |          |      |        |        |        |       |       |      |      | 1    |
| 47.   | Wong Chi-Him           | 1     |    |        |         |          |      |        |        |        |       |       |      | 1    |      |
| 47.   | Eain Yow Ng            | 1     |    |        |         |          |      |        | 1      |        |       |       |      |      |      |

## Nationenwertung
| Platz | Nation      | Siege | WM | Finals | Diamond | Platinum | Gold | Silver | Bronze | Copper | Ch 15 | Ch 12 | Ch 9 | Ch 6 | Ch 3 |
| ----- | ----------- | ----- | -- | ------ | ------- | -------- | ---- | ------ | ------ | ------ | ----- | ----- | ---- | ---- | ---- |
| 1.    | Ägypten     | 43    | 1  |        | 1       | 5        | 6    |        | 2      | 3      | 5     |       | 7    | 9    | 4    |
| 2.    | England     | 24    |    |        |         |          |      | 2      | 3      | 2      | 4     | 2     |      | 3    | 8    |
| 3.    | Frankreich  | 11    |    |        |         |          |      |        | 1      | 1      |       | 3     | 1    | 3    | 2    |
| 4.    | Malaysia    | 9     |    |        |         |          |      |        | 1      |        |       |       | 1    | 4    | 3    |
| 4.    | Pakistan    | 9     |    |        |         |          |      |        |        | 1      | 4     |       | 1    | 1    | 2    |
| 6.    | Indien      | 8     |    |        |         |          |      |        |        |        | 3     | 1     |      | 4    |      |
| 6.    | Kolumbien   | 8     |    |        |         |          |      |        |        |        | 3     |       |      | 4    | 1    |
| 8.    | Kanada      | 5     |    |        |         |          |      |        |        |        |       |       |      | 1    | 4    |
| 8.    | Schweiz     | 5     |    |        |         |          |      |        |        |        | 1     | 1     |      | 2    | 1    |
| 8.    | Südafrika   | 5     |    |        |         |          |      |        |        |        |       |       |      | 1    | 4    |
| 11.   | Hongkong    | 4     |    |        |         |          |      |        |        |        |       |       |      | 2    | 2    |
| 11.   | Spanien     | 4     |    |        |         |          |      |        |        |        | 1     |       |      | 2    | 1    |
| 13.   | Argentinien | 3     |    |        |         |          |      |        |        |        | 1     |       |      |      | 2    |
| 13.   | Mexiko      | 3     |    |        |         |          |      |        | 1      | 1      | 1     |       |      |      |      |
| 13.   | Nigeria     | 3     |    |        |         |          |      |        |        |        |       |       |      | 2    | 1    |
| 13.   | Schottland  | 3     |    |        |         |          |      |        |        | 2      | 1     |       |      |      |      |
| 13.   | Sri Lanka   | 3     |    |        |         |          |      |        |        |        |       |       |      |      | 3    |
| 13.   | Wales       | 3     |    | 1      |         |          | 1    | 1      |        |        |       |       |      |      |      |
| 19.   | Ecuador     | 2     |    |        |         |          |      |        |        |        |       |       |      | 2    |      |
| 19.   | Iran        | 2     |    |        |         |          |      |        |        |        |       |       |      |      | 2    |
| 19.   | Irland      | 2     |    |        |         |          |      |        |        |        |       |       |      | 1    | 1    |
| 19.   | Neuseeland  | 2     |    |        |         |          |      | 2      |        |        |       |       |      |      |      |
| 19.   | Niederlande | 2     |    |        |         |          |      |        |        |        |       |       |      | 2    |      |
| 19.   | Peru        | 2     |    |        | 1       | 1        |      |        |        |        |       |       |      |      |      |
| 19.   | Tschechien  | 2     |    |        |         |          |      |        |        |        |       |       |      | 1    | 1    |
| 26.   | Australien  | 1     |    |        |         |          |      |        |        |        |       |       |      | 1    |      |
| 26.   | Deutschland | 1     |    |        |         |          |      |        |        |        | 1     |       |      |      |      |
| 26.   | Japan       | 1     |    |        |         |          |      |        |        |        | 1     |       |      |      |      |
| 26.   | Katar       | 1     |    |        |         |          |      |        |        | 1      |       |       |      |      |      |
| 26.   | Kuwait      | 1     |    |        |         |          |      |        |        |        |       |       |      |      | 1    |
| 26.   | Österreich  | 1     |    |        |         |          |      |        |        |        |       |       |      |      | 1    |
| 26.   | Paraguay    | 1     |    |        |         |          |      |        |        |        |       |       | 1    |      |      |